# Câu lạc bộ bóng đá Quân khu 4
Câu lạc bộ bóng đá Quân khu 4 là một trong những đội bóng bán chuyên nghiệp của Quân đội Nhân dân Việt Nam. Trụ sở chính của câu lạc bộ đó tại thành phố Vinh, Nghệ An.

## Lịch sử
Được thành lập năm 1998, là một trong những đội bóng bán chuyên nghiệp của Quân đội Nhân dân Việt Nam, có nhiều thành tích thi đấu.
Năm 2008, câu lạc bộ giành chức vô địch hạng Nhất, qua đó giành quyền thi đấu tại V-League 2009.
Tại V-League 2009, câu lạc bộ giành vị trí thứ 11.
Ngày 27 tháng 10 năm 2009, Bộ Tư lệnh Quân khu 4 đã quyết định chuyển giao đội bóng cho Ngân hàng thương mại cổ phần Nam Việt(Navibank) do ông bầu Nguyễn Vĩnh Thọ quản lý. Đội bóng sẽ mang tên NaviBank Sài Gòn và tiếp tục thi đấu ở V-League 2010 . Các cầu thủ là quân nhân sẽ quyết định ra quân để khoác áo NaviBank hoặc tiếp tục ở lại trong quân đội, không theo đội bóng mới. Tổng hành dinh của Câu lạc bộ được chuyển từ thành phố Vinh, Nghệ An vào Thành phố Hồ Chí Minh vào tháng 11 năm 2009.

## Thành tích
- Giải hạng nhất:

Vô địch: 2008

## Đội hình
Đội hình đăng ký cho mùa giải duy nhất trong năm 2009
Ghi chú: Quốc kỳ chỉ đội tuyển quốc gia được xác định rõ trong điều lệ tư cách FIFA. Các cầu thủ có thể giữ hơn một quốc tịch ngoài FIFA.
| Số | VT | Quốc gia | Cầu thủ          |
| -- | -- | -------- | ---------------- |
| 1  | TM | Việt Nam | Phạm Thanh Nam   |
| 2  | HV | Việt Nam | Lê Quang Thi     |
| 3  | HV | Việt Nam | Phan Thanh Vân   |
| 4  | HV | Việt Nam | Đào Trọng Tú     |
| 5  | HV | Việt Nam | Lê Hải Anh       |
| 6  | HV | Việt Nam | Lưu Mạnh Hà      |
| 7  | TĐ | Việt Nam | Thái Văn Dũng    |
| 9  | TĐ | Việt Nam | Bùi Tất Tài      |
| 10 | TV | Brasil   | Mota             |
| 11 | TĐ | Brasil   | Adbcio           |
| 12 | TV | Việt Nam | Nguyễn Thái Bình |
| 14 | TV | Việt Nam | Trần Tuấn Anh    |
| 15 | TĐ | Brasil   | Lazaro           |

| Số | VT | Quốc gia | Cầu thủ          |
| -- | -- | -------- | ---------------- |
| 16 | TV | Nigeria  | Aminu            |
| 17 | TV | Nigeria  | Moses            |
| 18 | HV | Việt Nam | Võ Thanh Tùng    |
| 19 | TV | Việt Nam | Nguyễn Anh Thắng |
| 20 | HV | Việt Nam | Trương Đình Luật |
| 22 | HV | Việt Nam | Cao Quang Hướng  |
| 23 | HV | Việt Nam | Bùi Văn Lâm      |
| 24 | TV | Việt Nam | Vũ Trọng Phú     |
| 25 | TM | Việt Nam | Đậu Ngọc Tân     |
| 26 | TV | Việt Nam | Trần Sơn Hà      |
| 27 | HV | Việt Nam | Bùi Văn Thái     |
| 28 | TV | Việt Nam | Đỗ Hồng Quân     |

## Thành tích tạiV-League
| Thành tích của Quân khu 4 tại V-League | Thành tích của Quân khu 4 tại V-League | Thành tích của Quân khu 4 tại V-League | Thành tích của Quân khu 4 tại V-League | Thành tích của Quân khu 4 tại V-League | Thành tích của Quân khu 4 tại V-League | Thành tích của Quân khu 4 tại V-League | Thành tích của Quân khu 4 tại V-League | Thành tích của Quân khu 4 tại V-League |
| Năm                                    | Thành tích                             | St                                     | T                                      | H                                      | B                                      | Bt                                     | Bb                                     | Điểm                                   |
| -------------------------------------- | -------------------------------------- | -------------------------------------- | -------------------------------------- | -------------------------------------- | -------------------------------------- | -------------------------------------- | -------------------------------------- | -------------------------------------- |
| 2009                                   | Thứ 11                                 | 26                                     | 10                                     | 3                                      | 13                                     | 35                                     | 44                                     | 33                                     |